# پریش ادینگتون، نیوبرانزویک
پریش ادینگتون، نیوبرانزویک (به انگلیسی: Addington Parish, New Brunswick) یک سکونتگاه مسکونی در کانادا است که در نیوبرانزویک واقع شده‌است.

## خصوصیات
پریش ادینگتون ۲٬۷۲۷ نفر جمعیت دارد.